# FM-2030

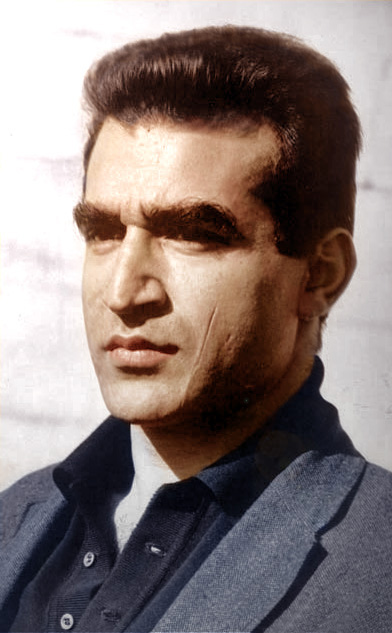
FM-2030

FM-2030 was de aangenomen naam van de transhumanist en filosoof Fereidoun M. Esfandiary (Perzisch: فریدون اسفندیاری) (Brussel, 15 oktober 1930 - New York, 8 juli 2000). Hij was de zoon van een Iraanse diplomaat. De term 2030 gebruikte hij om zijn hoop te tonen om zijn 100ste verjaardag nog te vieren. Bovendien zag hij de jaren rond 2030 als iets magisch, als jaren waarin het voor iedereen mogelijk is om voor eeuwig te leven.
Hij overleed echter aan alvleesklierkanker in 2000. Hij liet zijn lichaam invriezen bij Alcor in de hoop in de toekomst weer tot leven gewekt te worden. Hij was een van de eerste futurologen die veel van de huidige trends al in de jaren 50 en 60 voorspelde met achteraf gezien opmerkelijke accuratesse.

## Boeken
Fictie
- The Day of Sacrifice 1959, verkrijgbaar als eBook
- The Beggar 1965
- Identity Card 1966 (ISBN 0-460-03843-5), verkrijgbaar als eBook

Non-fictie
- UpWingers: A Futurist Manifesto 1973 (ISBN 0-381-98243-2) (pbk.) Verkrijgbaar als eBook, ISBN FW00007527
- Telespheres 1977
- Optimism one; the emerging radicalism 1970 (ISBN 0-393-08611-9)
- Are You a Transhuman?: Monitoring and Stimulating Your Personal Rate of Growth in a Rapidly Changing World 1989 (ISBN 0-446-38806-8).